# برونو بوسکاردین
برونو بوسکاردین (ایتالیایی: Bruno Boscardin؛ زادهٔ ۲ فوریهٔ ۱۹۷۰) دوچرخه‌سوار اهل ایتالیا است.